# Belisana ketambe
Belisana ketambe is een spinnensoort uit de familie trilspinnen (Pholcidae). De soort komt voor in Thailand en Sumatra.